# Sarkalatos törvények
A sarkalatos törvények a magyarországi rendszerváltás jogi kereteit megteremtő hat törvény volt, amelyet az 1989. június 13. és szeptember 18. között az Ellenzéki Kerekasztal és az MSZMP között lezajlott politikai egyeztető tárgyalásokat követően fogadott el az 1985-ben megválasztott országgyűlés.
A sarkalatos törvények az Alkotmány módosításáról, az Alkotmánybíróságról, a nagy politikai pártok működéséről és gazdálkodásáról, az országgyűlési képviselők választásáról, a Büntető Törvénykönyv, illetve a büntetőeljárási törvények módosításáról szóltak. A parlament a Nemzeti Kerekasztalnál kötött politikai megállapodást egyetlen elem kivételével változatlan formában alakította jogi normákká. A kivétel a választójogi törvény volt. Ebben a parlament az előzetes politikai megállapodásban rögzítettnél magasabb számban állapította meg az egyéni választókerületi mandátumok számát, s ezzel egyidejűleg csökkentette a listás képviselői helyek arányát.

## Magyarország alaptörvénye szerint
A második Orbán-kormány idején elfogadott alaptörvény T cikkének (4) bekezdése szerint a sarkalatos törvény olyan törvény, amelynek elfogadásához és módosításához a jelen lévő országgyűlési képviselők kétharmadának szavazata szükséges.
Sarkalatosnak minősülő rendelkezést – az alábbi táblázatban szereplőkön kívül – több száz törvény tartalmaz: 2021-ben például az Országgyűlés által elfogadott 156-ból 64-ben volt sarkalatos rendelkezés. Az alaptörvény elfogadásától, vagyis 2012. január 1-jétől 2022. január 1-jéig (10 év alatt) az Országgygűlés 348 sarkalatos rendelkezést is tartalmazó törvényt fogadott el, amelyek közül 2022 januárjában 231 törvény hatályos.
Az alaptörvény által sarkalatosnak minősített témák:
| Téma | Elfogadás dátuma                   | Magyar Közlöny (PDF) | Megjegyzés                          |
| --- | ---------------------------------- | --- | ----------------------------------- |
| Az állampolgárságról |                                    | |                                     |
| A címer és a zászló használatáról | 2011. 12. 23., péntek              | 2011. 12. 30. \| 2011. évi CCII. évi törvény Magyarország címerének és zászlajának használatáról, valamint állami kitüntetéseiről                               |                                     |
| Az állami kitüntetésekről | 2011. 12. 23., péntek              | 2011. 12. 30. \| 2011. évi CCII. évi törvény Magyarország címerének és zászlajának használatáról, valamint állami kitüntetéseiről                               |                                     |
| A családok védelméről | 2011. 12. 23., péntek              | 2011. 12. 31. \| 2011. évi CCXI. törvény A családok védelmérõl                                                                                                  |                                     |
| A személyes adatok védelméhez és a közérdekű adatok megismeréséhez való jog érvényesülését ellenőrző független hatóság létrehozásáról |                                    | |                                     |
| Az egyházakról | 2011. 07. 12., kedd                | 2011. 07. 19. \| 2011. évi C. törvény a lelkiismereti és vallásszabadság jogáról, valamint az egyházak, vallásfelekezetek és vallási közösségek jogállásáról    | Az Alkotmánybíróság megsemmisítette |
| Az egyházakról | 2011. 12. 30., péntek              | 2011. 12. 31. \| 2011. évi CCVI. törvény A lelkiismereti és vallásszabadság jogáról, valamint az egyházak, vallásfelekezetek és vallási közösségek jogállásáról |                                     |
| A pártok működéséről és gazdálkodásáról |                                    | |                                     |
| A sajtószabadságról, valamint a médiaszolgáltatások, a sajtótermékek és a hírközlési piac felügyeletét ellátó szervre vonatkozó szabályokról |                                    | |                                     |
| A választójogról |                                    | |                                     |
| A Magyarországon élő nemzetiségek jogaira vonatkozó részletes szabályok, valamint a helyi és országos önkormányzataik megválasztásának szabályairól |                                    | |                                     |
| A honvédelmi kötelezettségről (katonai szolgálat teljesítése, honvédelmi munkakötelezettség, polgári védelmi kötelezettség, gazdasági és anyagi szolgáltatási kötelezettség szabályai) | 2011. 07. 11., hétfő               | 2011. 07. 27. \| 2011. évi CXIII. törvény a honvédelemről és a Magyar Honvédségről, valamint a különleges jogrendben bevezethető intézkedésekről                |                                     |
| Az országgyűlési képviselők választásáról | 2011. 12. 23., péntek              | 2011. 12. 30. \| 2011. évi CCIII. törvény az országgyűlési képviselők választásáról 41095                                                                       | Bővebben: 2011. évi CCIII. törvény  |
| A Magyarországon élő nemzetiségek Országgyűlés munkájában történő részvételéről |                                    | |                                     |
| Az országgyűlési képviselők jogállásáról és javadalmazásáról |                                    | |                                     |
| Az Országgyűlés rendszeres ülésezését biztosító rendelkezésekről |                                    | |                                     |
| Az országgyűlési bizottságok vizsgálati tevékenységéről, a bizottságok előtti megjelenési kötelezettségről |                                    | |                                     |
| A köztársasági elnök jogállásáról és javadalmazásáról | 2011. 07. 11., hétfő               | 2011. 07. 26. \| 2011. évi CX. törvény köztársasági elnök jogállásáról és javadalmazásáról                                                                      |                                     |
| Önálló szabályozó szervek létrehozásáról, feladatkörükről és működésük szabályairól |                                    | |                                     |
| Az Alkotmánybíróság hatásköréről, szervezetének és működésének szabályairól | 2011. 11. 14., hétfő               | 2011. 11. 21. \| 2011. évi CLI. törvény az Alkotmánybíróságról                                                                                                  |                                     |
| A bíróságok szervezetéről és igazgatásáról, a bírák jogállásáról és javadalmazásáról |                                    | |                                     |
| Az ügyészség szervezetéről és működéséről, valamint az ügyészek jogállásáról és javadalmazásáról |                                    | |                                     |
| A helyi önkormányzatokról | 2011. 12. 19., hétfő               | 2011. 12. 28 \| 2011. évi CLXXXIX. törvény Magyarország helyi önkormányzatairól                                                                                 |                                     |
| A helyi önkormányzati képviselők és polgármesterek választásáról |                                    | |                                     |
| A nemzeti vagyon megőrzéséről, védelméről és a nemzeti vagyonnal való felelős gazdálkodás követelményeiről, az állam kizárólagos tulajdonáról és a kizárólagos gazdasági tevékenységek köréről, valamint a nemzetgazdasági szempontból kiemelt jelentőségű nemzeti vagyon elidegenítésének korlátairól és feltételeiről |                                    | |                                     |
| A Magyar Nemzeti Bank szervezetének és működésének részletes szabályairól | 2011. 12. 30., péntek              | 2011. 12. 31. \| 2011. évi CCVIII. törvény A Magyar Nemzeti Bankról                                                                                             |                                     |
| A pénzügyi közvetítőrendszer felügyeletét ellátó szervre vonatkozó szabályokról |                                    | |                                     |
| Az Állami Számvevőszék szervezetének és működésének részletes szabályairól | 2011. 06. 20., hétfő               | 2011. 06. 24. \| 2011. évi LXVI. törvény az Állami Számvevőszékről                                                                                              |                                     |
| A közteherviselés és a nyugdíjrendszer alapvető szabályairól |                                    | |                                     |
| A Költségvetési Tanács működésének részletes szabályairól |                                    | |                                     |
| A Magyar Honvédség szervezetére, feladataira, irányítására és vezetésére, működésére vonatkozó részletes szabályokról | 2011. 07. 11., hétfő               | 2011. 07. 27. \| 2011. évi CXIII. törvény a honvédelemről és a Magyar Honvédségről, valamint a különleges jogrendben bevezethető intézkedésekről                |                                     |
| A rendőrség és a nemzetbiztonsági szolgálatok szervezetéről, működéséről, a titkosszolgálati eszközök és módszerek alkalmazásáról, valamint a nemzetbiztonsági tevékenységgel összefüggő szabályokról |                                    | 1994. évi XXXIV. törvény |                                     |
| A különleges jogrendben alkalmazandó részletes szabályokról (szükségállapot idején a köztársasági elnök által rendeleti úton bevezethető intézkedések, a Kormány által megelőző védelmi helyzetben, veszélyhelyzet esetén bevezethető rendkívüli intézkedések, váratlan támadás)                                        |                                    | |                                     |
| | Bővebben: 2011. évi CCIII. törvény | |                                     |

## Külső hivatkozások
- parlament.hu/sarkalatos-torvenyek az Országgyűlés titkársága
- Jelenleg hatályos, részben vagy egészben sarkalatos törvények
- Sarkalatos törvények a Magyar Közlönyben
- szerk.: Gallai Sándor és Török Gábor: Politika és politikatudomány, Második, változatlan utánnyomás, Budapest: Aula Kiadó (2005). ISBN 9639478474